# 開拓者1号
開拓者1号（开拓者一号、Kaituozhe-1; KT-1）は中華人民共和国の小型衛星打ち上げロケット。中国初となる固体燃料の4段ロケットで、2度打ち上げられたが共に失敗。開発計画が頓挫した恐れがある。しかし2007年1月の衛星破壊実験には同系ロケットが使用され、詳細は不明。

## 概略
弾道ミサイルである東風21号に、新たに開発したロケット上段部を追加している。低軌道に100kgをペイロードする性能を有し、資源探査や環境観測、科学実験などへの活用が可能とされている。
開拓者1号は長征ロケットとは異なり、全段固体燃料ロケットである。開拓者1号の建造総指揮を努める楊樹誠は、打ち上げ操作が簡潔で、なおかつ発射準備に要する時間が大幅に短縮できることがこのロケットの大きな利点であり、中国で災害が発生した場合は即座に観測衛星を打ち上げ、軌道上から被害状況を確認することができるとメディアに語った。日本語版人民網の報道によれば最短で12時間以内に打ち上げが可能だとしている。

## ASAT
開拓者ロケットは中国の衛星攻撃兵器（ASAT）として使われたこともあるとされ、2007年には中国は自国の気象衛星、風雲1号Cに対して衛星破壊実験を行い、破壊に成功。ただし開拓者1号そのものが使用されたかどうかは曖昧で、派生ロケットKT-409が使用されたのではないかと推測されている。開拓者1号が使用されたと明言している報道もある。 
なお、2002年9月と2003年9月の失敗も、実際には衛星破壊実験だったのではないかという説もある。2007年2月の 産経新聞の報道によると、アメリカ合衆国は中国が人工衛星の打ち上げを装い、衛星破壊実験を繰り返していたことを2003年の段階から把握していた。

## 後継機
開拓者2号 (KT-2) と開拓者2号A (KT-2A) のモデルが2002年の秋に五寨で最初に公開された。
開拓者2号は中型固体ロケットで、500kmの低軌道に800kgのペイロード能力を有する。全長35.00m。
開拓者2号Aは大型固体ロケットで、1段目には2つの補助固体ロケットブースターが取り付けられている。500kmの低軌道に2000kgのペイロード能力を有する。全長30.0m。
開拓者2号は2017年3月に初打ち上げを果たした。以降は2023年現時点では打ち上げられていない。

## 開発史
2000年5月に宇宙固体燃料ロケット会社（Space Solid Fuel Rocket Carrier Co Ltd）が設立。開拓者1号（当時はSLV-1）の開発を担当する。
2000年8月15日にロケットエンジンの全体設計を完了し、2000年11月7日には正式に「開拓者1号」と命名される。
2001年2月25日にはロケット3段目の地上試験を行う。全てのパラメーターは設計通りであり成功だった。2001年4月までに、ロケットと12のサブシステムの全体設計は、最終設計審査に合格する。
2002年9月15日10時30分（GMT）太原衛星発射センターから打ち上げられる。2段目が不具合を起こし失敗。50kgのテスト衛星は、300kmの極軌道に置かれることになっていた。
2003年9月16日、太原衛星発射センターから打ち上げられる。4段目の点火に失敗する。PS-2と呼ばれる40kgのマイクロサットは300kmの極軌道に投入予定であった。